# Franz Sioli
Franz Friedrich Emil Sioli (* 13. März 1882 in Leubus; † 25. Januar 1949 in Düsseldorf) war ein deutscher Psychiater und Hochschullehrer.

## Leben
Franz Sioli war der Sohn des Psychiaters Emil Sioli. Er absolvierte nach dem Abitur ein Medizinstudium an den Universitäten Halle, München und Berlin und wurde 1906 mit der Dissertation Über Spirochaete pallida bei Syphilis zum Dr. med. promoviert. Während seines Studiums wurde er im Jahr 1900 Mitglied der Burschenschaft Rhenania Halle. Anschließend war er an der Medizinischen Klinik der Universität Halle, der Psychiatrischen Universitätsklinik in München sowie ab 1908 der Heil- und Pflegeanstalt Bonn und Galkhausen, tätig. Ab 1910 war er an der Psychiatrischen Universitätsklinik Bonn sowie der dortigen Heil- und Pflegeanstalt beschäftigt. Von 1914 bis 1917 nahm er am Ersten Weltkrieg teil. Nach Kriegsende habilitierte er sich in Bonn 1919 für Psychiatrie und Neurologie und wirkte dort als Privatdozent und ab 1922 als außerordentlicher Professor.
Sioli folgte 1923 dem Ruf auf den Lehrstuhl für Psychiatrie und Neurologie an die Medizinische Akademie Düsseldorf und wurde dort 1926 auch Rektor. Ab 1923 war er in Personalunion Oberarzt an der Heil- und Pflegeanstalt Grafenberg und übernahm dort 1930 das Direktorenamt. In der Strafsache des Serienmörders Peter Kürten fertigte er im November 1930 ein ärztliches Gutachten.
Im Zuge der Machtergreifung trat Sioli 1933 der NSDAP bei und wurde Richter am Erbgesundheitsobergericht. Nach Beginn des Zweiten Weltkrieges nahm er von 1939 bis 1942 am Westfeldzug und dem Deutsch-Sowjetischen Krieg teil. Als Oberfeldarzt war er beratender Militärpsychiater bei der Wehrmacht.
Nach Kriegsende trat Sioli Anfang Juni 1947 als Direktor der Anstalt Grafenberg in den Ruhestand. Auf den Lehrstuhl folgte ihm 1949 Gustav Ernst Störring (1903–2000) nach.
Siolis Forschungsschwerpunkt lag auf der naturwissenschaftlich ausgerichteten Psychiatrie und er war Autor zahlreicher Artikel in Fachzeitschriften. Er widmete sich insbesondere der Behandlung der progressiven Paralyse, auf die er schon in seiner Dissertation einging. Das von Paul Ehrlich entwickelte Mittel Salvarsan sowie die Malariatherapie von Julius Wagner-Jauregg nutzte Sioli zur Behandlung von progressiver Paralyse. Sioli erprobte in Zusammenarbeit mit dem I.G.-Farbenkonzern selbst entsprechende Präparate und behandelte damit Patienten. Er forschte auch zur Epilepsie und begründete den Begriff der funktionellen Epilepsie.